# イスカ・ドゥムノニオルム

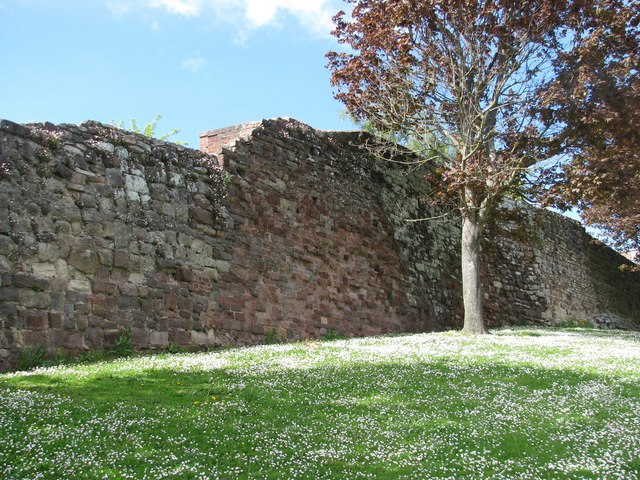
エクセターの市壁

イスカ・ドゥムノニオルム (ラテン語: Isca Dumnōniōrum イスカ・ドゥムノーニオールム)または単にイスカ (ラテン語: Isca)は、現在のイギリス・デヴォン州エクセターに存在した古代の要塞、都市。ローマ帝国の第2軍団アウグスタ（55年ごろ創設）が建設したカストラを起源とする。
要塞を中心とした都市は時代とともに発展し、ブリタンニア属州時代およびローマ撤退後の時代にはドゥムノニ族の中心都市（キウィタス）でもあった。現在のエクセターに70パーセントほど残っている旧市壁は、イスカの外周にあたる。

## 地名
イスカという名は、「流れる水」（エクセ川のこと）を意味する現地のブリトン語の地名をラテン語化したものである。より正確にいうと、本来は「魚で満ちた」 (cf. ウェールズ語 pysg, pl. "魚")を意味していたのだが、単純化されて「水」の類語になったものである (cf. スコットランド語 whisky 「ウイスキー」)。現代のウェールズ語でも、エクセターを指してCaerwysgと呼んでいるが、これは「ウイスク川の要塞化された集落」という意味である。これとは別に南ウェールズのウスク川に(現代ウェールズ語: Afon Wysg)に由来する同名の都市があったが、そちらはイスカ・アウグスタと呼ばれ、デヴォン地方のイスカはイスカ・ドゥムノニオルム、すなわち「ドゥムノニ族のウスク」と呼ばれた。

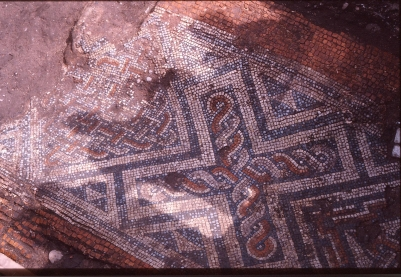
聖キャサリン聖堂と救貧院の遺跡の下から発見された、ローマ時代のモザイク床。現在では視認できなくなっている。

## 歴史

### 先史時代
エクセターの起源となった集落は、航行可能で魚がよく取れるエクセ川を見下ろす尾根の終端で、肥沃な土地がすぐ近くにある場所に建設された。目ぼしい先史時代の遺物は見つかっていないが、このような優れた地理条件から、早い時期から人が住んでいたと推測されている。ヘレニズム期の硬貨が発見されていることから、早ければ紀元前250年ごろには集落が存在しており、地中海世界と交易していたとみられている。

### ローマ帝国時代
要塞
ローマ人は、ブリタンニアへの侵攻を始めた初期の55年ごろに、この地に42エーカー (17 ha)のトランプ札型の要塞 (ラテン語: castra) を建設した。ここには5000人規模の第2軍団アウグスタが駐留していたが、20年ほどしてイスカ・アウグスタ（現カーリアン）へ移った。いずれの「イスカ」においても、軍団兵の家族たちが要塞の門の外、特に北東側に住んだと考えられている。
要塞内には木造の兵営、食糧庫、工房（ファブリカ）があった。また1970年代に、現在の市公会堂の前でかつての堀が発掘されている。唯一木造でなかったと考えられている建物は、兵士用の石造りの浴場だった。ここで使う水は、要塞外の泉から水道を使い、裏門（ポルタ・デクマナ）を通して流し込んでいた。発掘により、カルダリウム（高温浴室）およびテピダリウム（微温浴室）の一部が発見されている。さらに浴場の中には運動場（パラエストリア）が併設され、その一角には闘鶏場もあった。
第2軍団アウグスタは、クラウディウス時代の43年にブリタンニア征服に携わり、後の皇帝ウェスパシアヌスの指揮のもとドゥロトリゲス族やドゥムノニ族と戦った。彼らが現在のエクセターに駐屯していたことは、60年ごろの軍営の風呂場にイルカのアンテフィクサが見つかっていることからも分かる。このアンテフィクサに使われていた土は、軍団が75年ごろに駐屯していたとされるカーリアンの要塞にあったそれと同じものである。61年にガイウス・スエトニウス・パウリヌスがブーディカの乱を鎮圧した後、ブリタンニアのローマ軍団は再編された。
ほど近いトップシャムには副要塞が存在していた。2010年、これとイスカ・ドゥムノニオルムの間のトップシャム道路上にあるセント・ロイズ大学跡地で、補給物資集積所が発掘された。推定年代は55年ごろから75年ごろで、イスカ・ドゥムノニオルムの要塞が機能していた時期と一致している。2019年には、バンプフィールド通り近くのバスターミナルでもローマ時代の砦が見つかった。
集落
イスカ・ドゥムノニオルムの集落（カナバ）は、ローマの要塞を取り囲むように発展したと考えられている。2世紀のクラウディオス・プトレマイオスは『地理学』の中で、イスカがドゥムノニ族の4つの都市(ポリス)の一つで、ドゥムノニ族の首都（キウィタス）として機能していたと記している。2世紀後半のアントニヌス旅程表では、いわゆるフォッシーの道の第15道(Iter XV)の南端として紹介されている。7世紀のラヴェンナ宇宙誌では、スカドゥ・ナモルムと混同されているとみられている。
ローマ軍団の要塞としては75年ごろに役目を終え、その後まもなく一般民の街として使用されるようになった。軍用の浴場はあまりにも大きく民間用に適さなかったため大部分が破壊されたが、一部は新設されたフォルムやバシリカに再利用された。南東部には小さな公衆浴場が新たに建設された。防衛面では、もともとあった要塞周囲の堀や塁壁が、2世紀後半に土手と以前よりはるかに広い約92エーカー（37ヘクタール）を囲む城壁に置き換えられた。また銅・青銅の工房があった跡も見つかっている。倉庫とみられる跡もあり、イスカは周辺で生産された家畜・穀物・陶器類が集まる重要な市場となっていた。それはこの街の近辺から千枚以上のローマ貨幣が発掘されていることからも分かる。この硬貨の年代から、イスカがもっとも繁栄していたのは4世紀前半ごろと見られている。380年以降の硬貨は一切見つかっていないため、それまでに急激に衰退していったものと考えられている。

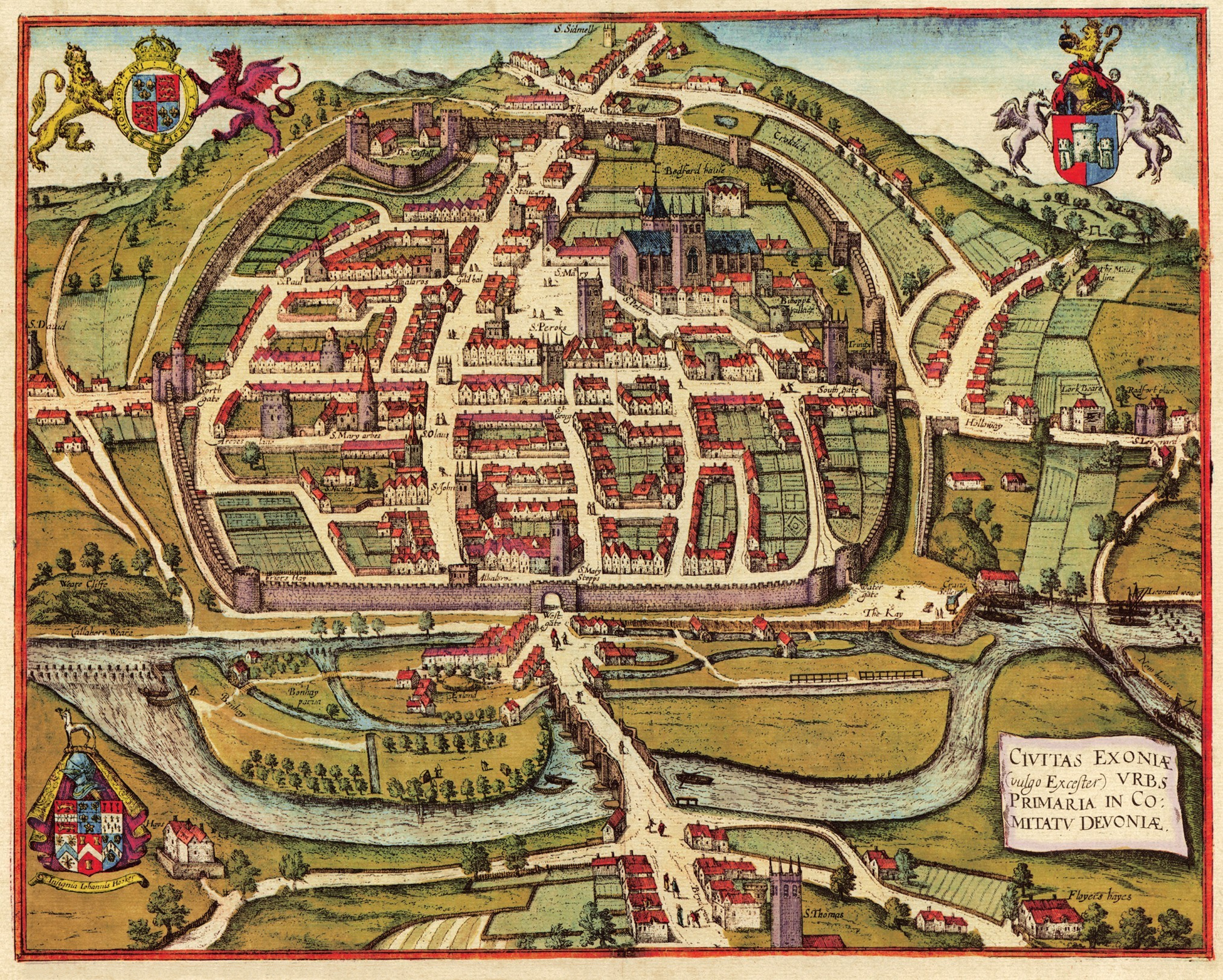
1563年のエクセターの地図。街を囲む城壁が描かれている。

### 中世
アーマー大主教ジェームズ・アッシャーは、『ブリトン人の歴史』でブリテン島の28都市のひとつに挙げられているカーイル・ペンサ・ウェル・コイト（Cair Pensa vel Coyt）をイスカ・ドゥムノニオルムに比定した。ただこの『ブリトン人の歴史』の都市についてデイヴィッド・ナッシュ・フォードは古代ローマのリンディニス、現在のイルチェスター に比定している。410年ごろにローマ帝国がブリタンニアから撤退した後約300年間のイスカには、教会とみられる建物の遺構、破壊されたフォルム、5世紀から7世紀の刻印がある近くの墓以外に人が住んでいたことを示す証拠が乏しい。この地が歴史上に再登場するのは680年ごろ、聖ボニファティウスがエクセターの修道院で教育を受けたという記録が現れてからである。

## 遺構
イスカ・ドゥムノニオルムの城壁の大部分は、中世都市の基礎や内壁として使われた。この中世の城壁の大部分は、ヴァイキングを破ったアルフレッド大王が、ウェセックス王国の西方をヴァイキングから守るために建設させたもので、7割が現存している。1970年代にローマ軍団の浴場が発掘されたが、エクセター大聖堂に近すぎるため、発掘現場を一般公開することはできなかった。発見物は、エクセターのロイヤル・アルバート記念博物館で展示されている。